# بوب كين (لاعب كرة قاعدة)
بوب كين (بالإنجليزية: Bob Cain)‏ هو لاعب كرة قاعدة أمريكي، ولد في 16 أكتوبر 1924 في لونغفورد في الولايات المتحدة، وتوفي في 8 أبريل 1997 في كليفلاند في الولايات المتحدة بسبب سرطان.

## وصلات خارجية
- بوب كين على موقعبيزبول رفرنس.كوم (الدوري الرئيسي) (الإنجليزية)